# 離宮八幡宮
離宮八幡宮（りきゅうはちまんぐう）是位在日本京都府乙訓郡大山崎町的神社。舊社格為府社。社地付近原本是嵯峨天皇的離宮（河陽離宮），所以稱作「離宮八幡宮」。
平安時代貞觀年間，神官發明搾油器，開始製造「荏胡麻油」，所以被視為日本製油發祥地。室町時代，發展成「大山崎油座」，在油座的制度下，獨占全國的油專賣權。

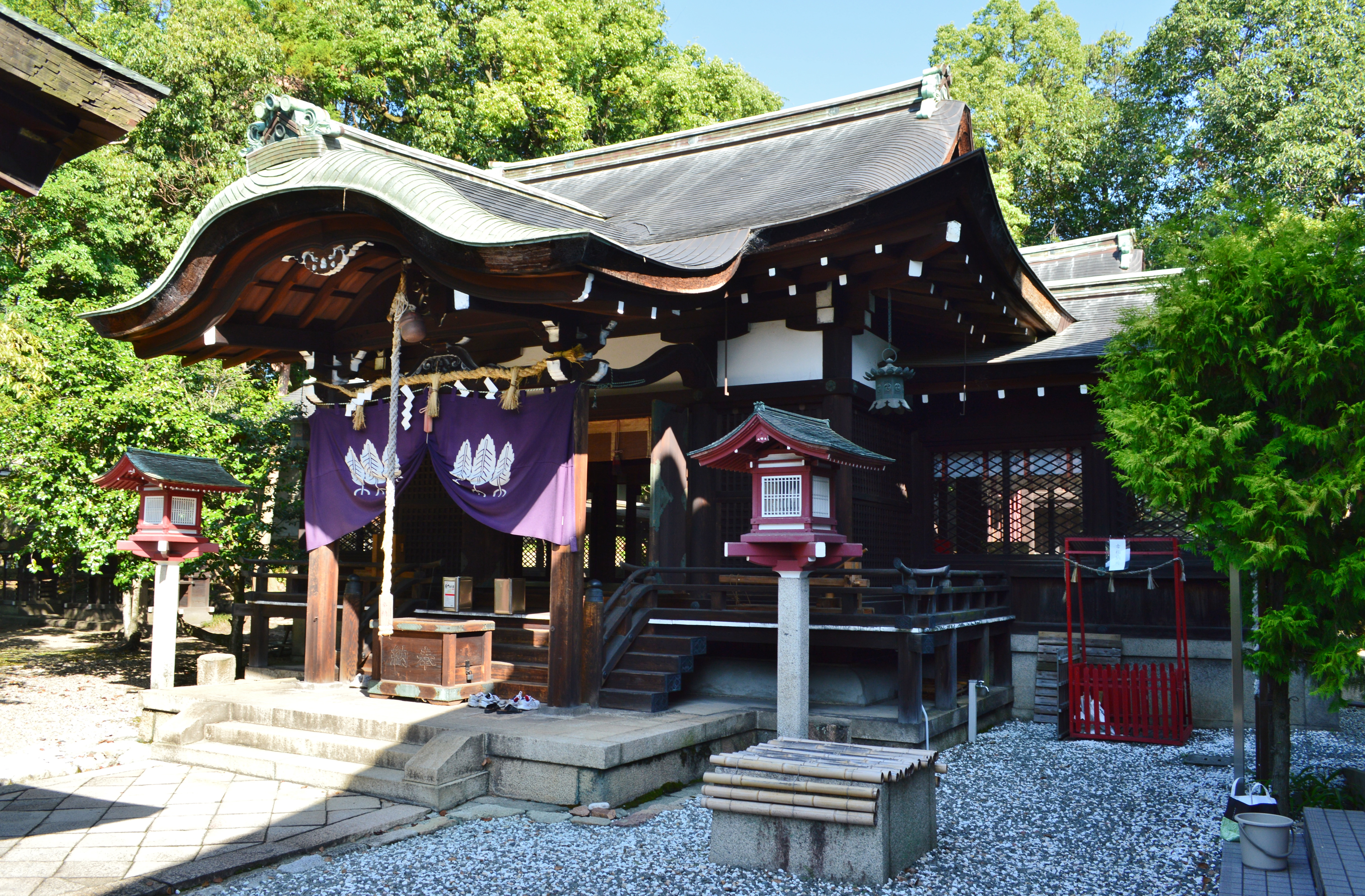
拜殿

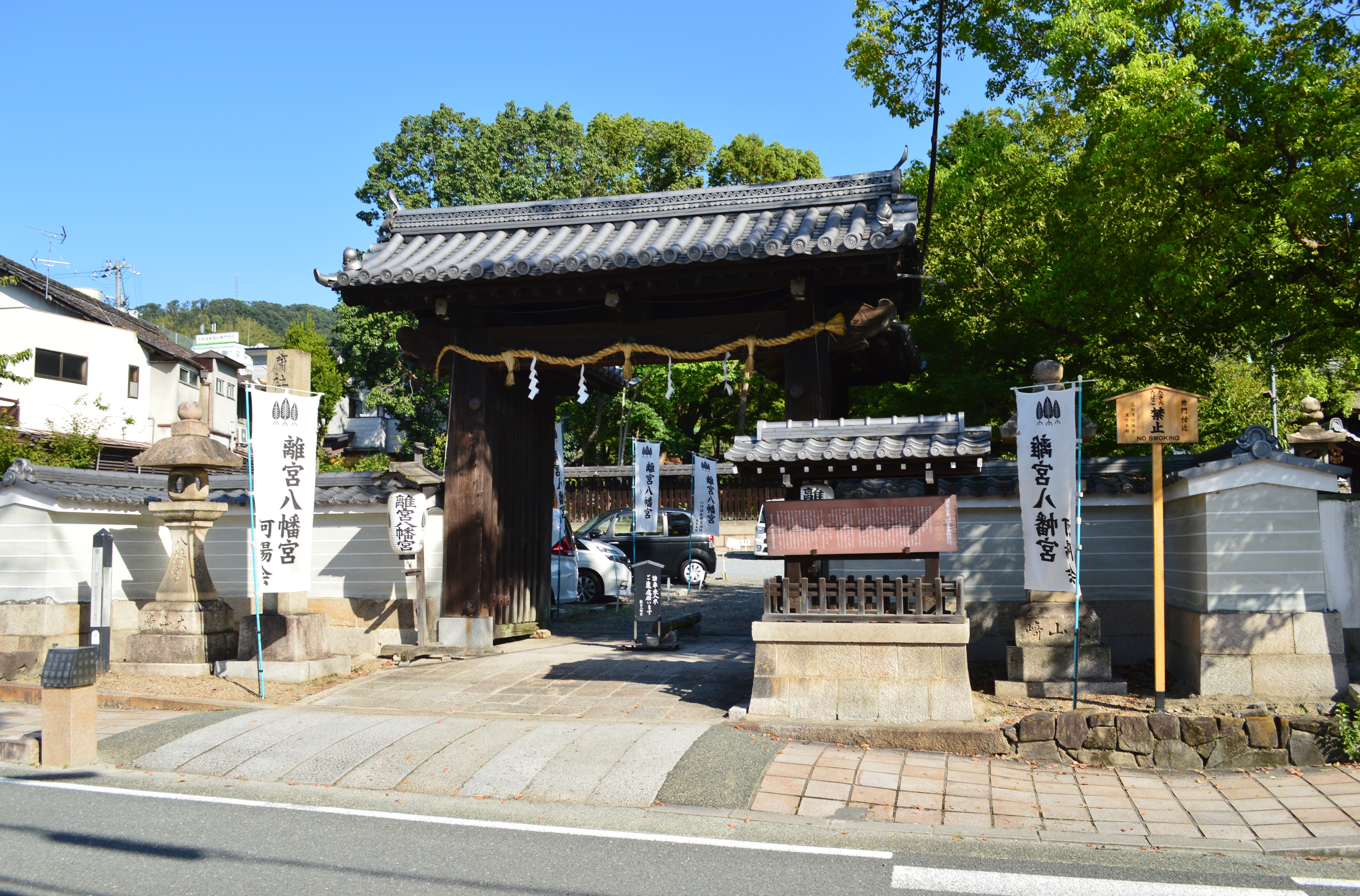
惣門

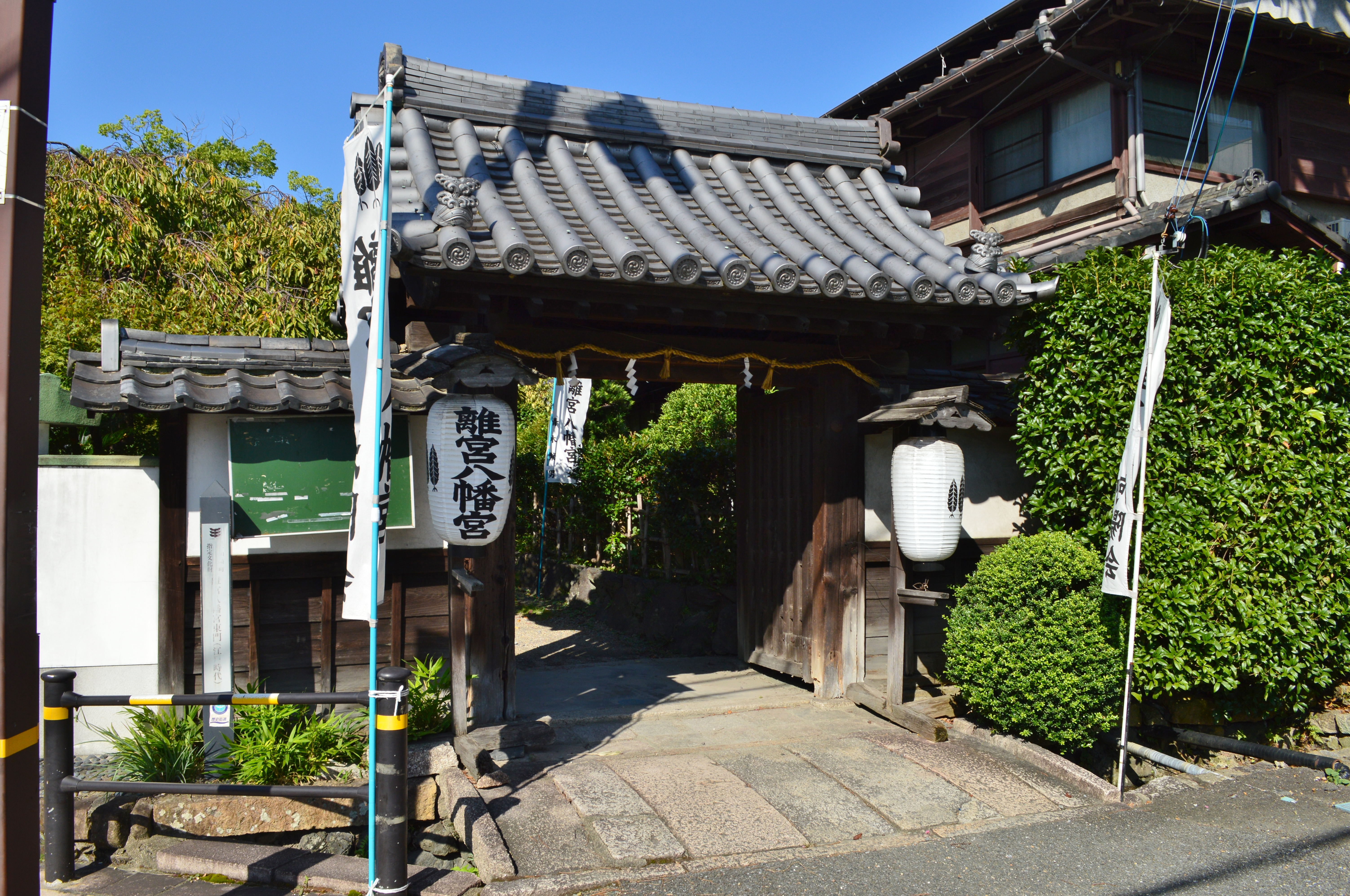
東門

## 關連項目
- 石清水八幡宮
- 男山八幡宮
- 神佛習合

## 外部連結
- 油祖　離宮八幡宮 （页面存档备份，存于）